# Bil sem mlad: Prvi zadetki
Bil sem mlad: Prvi zadetki je kompilacijski album slovenskega glasbenega izvajalca Andreja Šifrerja, izdan leta 1990 pri ZKP RTV Slovenija. Vsebuje pesmi od začetka njegove samostojne glasbene kariere do pesmi z albuma Nove pravljice za upokojence in otroke, izdan sedem let prej.

## Seznam pesmi
1. "Bil sem mlad" – 1:50
2. "Zoboblues" – 3:47
3. "Moje miške" – 2:13
4. "Grenko vino" – 2:59
5. "Vasovalec" – 3:02
6. "Stoj marija" – 4:22
7. "Vonj železniških postaj" – 3:55
8. "Lepa dekleta" – 4:27
9. "Majhni psi" – 3:09
10. "Gorska roža" – 4:23
11. "Ko zvonovi zapojo" – 3:56
12. "Uspavanka" – 3:05
13. "To se govori" – 3:04
14. "Vse manj je dobrih gostiln" – 4:10
15. "Oče" – 3:16
16. "Ena bouha me grize" – 2:45
17. "Prepelica" – 0:38
18. "Šimen inu Agata" – 0:42
19. "Rudeči cvet" – 1:32
20. "Martinov lulček" – 3:10
21. "Debeluhi" – 2:28
22. "Gozdni Joža" – 3:19
23. "Kdo komu več pomeni" – 3:26
24. "Živel je mož" – 3:05
25. "Ostani z nami" – 3:55